# Hanns Ludwig Katz
Hanns Ludwig Katz (født 24. juli 1892 i Karlsruhe; død 17. november 1940 i Johannesburg) var en tysk maler og grafiker.
1913-18 studerede Katz maleri, kunsthistorie og arkitektur i Karlsruhe, Heidelberg og München.
For at tjene til livet ophold oprettede han 1923 et firma der beskæftigede sig med kalkning.
Da nazisterne 1933 kom til magten, søgte han at oprette en semiautonom jødisk bosættelse i Jugoslavien. Da det imidlertid slog fejl, emigrede han 1936 til Sydafrika, hvor han dog ikke var i stand til at gøre sig gældende på den sydafrikanske kunstscene. Han døde kort efter i Johannesburg 1940.
| - Værker af Hanns Ludwig Katz - Til minde om Gustav Landauer (no) 1919/20 - Mandsportræt, ca.1920 - Standret, eksekution, 1921 Das Standgericht/Exekution |

| - Øjenoperation, 1929 - Ung kvinde i en kurvestol, 1933 |